# Nothaphoebe pahangensis
Nothaphoebe pahangensis là một loài thực vật thuộc họ Lauraceae. Đây là loài đặc hữu của Malaysia.